# Dotcom
Als Dotcom werden Unternehmen bezeichnet, die insbesondere im Zusammenhang mit dem Internet Dienstleistungen anbieten. Der Begriff leitet sich aus der Top-Level-Domain „.com“ ab, wobei der Punkt englisch dot [ˈdɒt] gesprochen wird. Er wurde zuerst durch den Börsenjargon geprägt und später von den Medien übernommen.